# Eddie Lawson
Eddie Lawson (Upland, 11 de março de 1958) é um ex-motociclista e ex-automobilista norte-americano, tetracampeão da MotoGP em quatro oportunidades na categoria 500 cm³ (1984, 1986 e 1988 pela equipe Yamaha, e 1989, pela Honda). 
Suas constantes posições dentro da zona de pontos deu-lhe o apelido de "Steady Eddie" (em português, "Eddie Estável").

## Carreira nas motos
Lawson disputou dez temporadas de MotoGP (1983 a 1992), disputando 127 provas, vencendo 31 vezes, subindo ao pódio em 78 oportunidades, marcando 18 poles-positions e 21 voltas mais rápidas. Somou, no total, 1429 pontos.
Sua carreira na MotoGP foi majoritariamente realizada na Yamaha, pilotando pelas equipes Marlboro-Agostini e Marlboro Roberts. Em 1989, correu com uma moto Honda da equipe Rothmans-Kanemoto. Lawson disputaria suas derradeiras temporadas na categoria (1991-1992) representando a Cagiva-Corse.

## Das duas para as quatro rodas
Ainda em 1992, Lawson passou a correr com monopostos na Indy Lights, estreando pela equipe Leading Edge Motorsports, onde disputaria a temporada seguinte.
1994 foi o melhor ano de "Steady Eddie" fora do motociclismo, tendo conquistado uma vitória e três terceiros lugares na temporada, garantindo a ele o quarto lugar na classificação. Tal desempenho não foi suficiente para que ele subisse para a CART (Champ Car) em 1995.
Lawson fez sua estreia na CART em 1996, pela equipe Galles. Correndo com um conjunto Lola/Mercedes-Benz, o veterano (havia completado 38 anos quando debutou na categoria) obteve 26 pontos, com um sexto lugar na US 500 e no GP de Detroit. "Steady Eddie" encerrou de vez sua carreira após o GP de Toronto, onde chegou em décimo-quinto. Após a prova, foi substituído por Davy Jones, que amargou a trigésima-primeira posição na classificação, contra o vigésimo-sexto lugar obtido por Lawson.
Eddie Lawson foi introduzido no  Motorcycle Hall of Fame no ano de 1999.